# Saint-Sulpice-de-Guilleragues
Saint-Sulpice-de-Guilleragues is een gemeente in het Franse departement Gironde (regio Nouvelle-Aquitaine) en telt 227 inwoners (1999). De plaats maakt deel uit van het arrondissement Langon.

## Geografie
De oppervlakte van Saint-Sulpice-de-Guilleragues bedraagt 6,8 km², de bevolkingsdichtheid is 33,4 inwoners per km².
De onderstaande kaart toont de ligging van Saint-Sulpice-de-Guilleragues met de belangrijkste infrastructuur en aangrenzende gemeenten.

## Demografie
Onderstaande figuur toont het verloop van het inwonertal (bron: INSEE-tellingen).

## Afbeeldingen

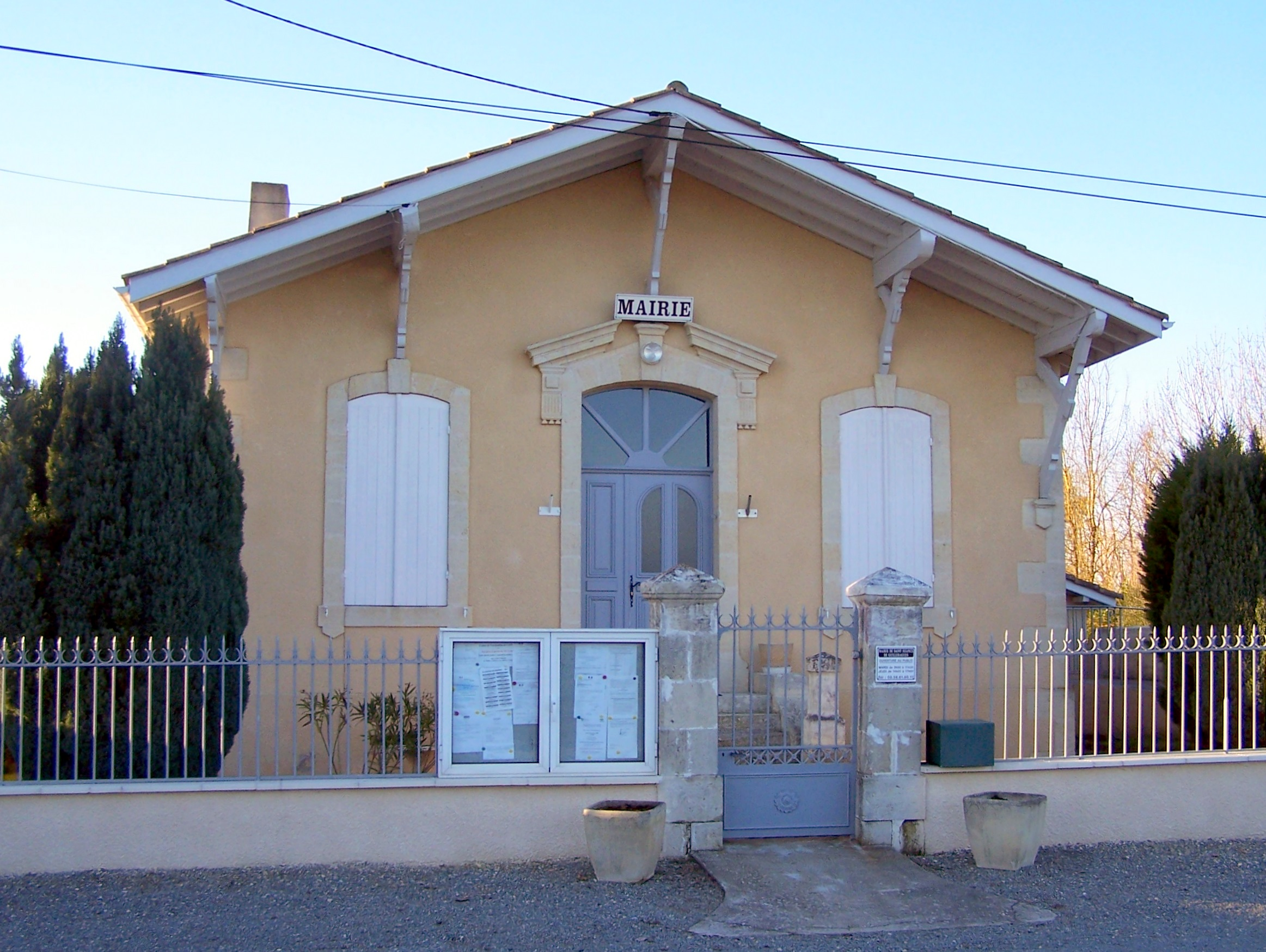
Gemeentehuis
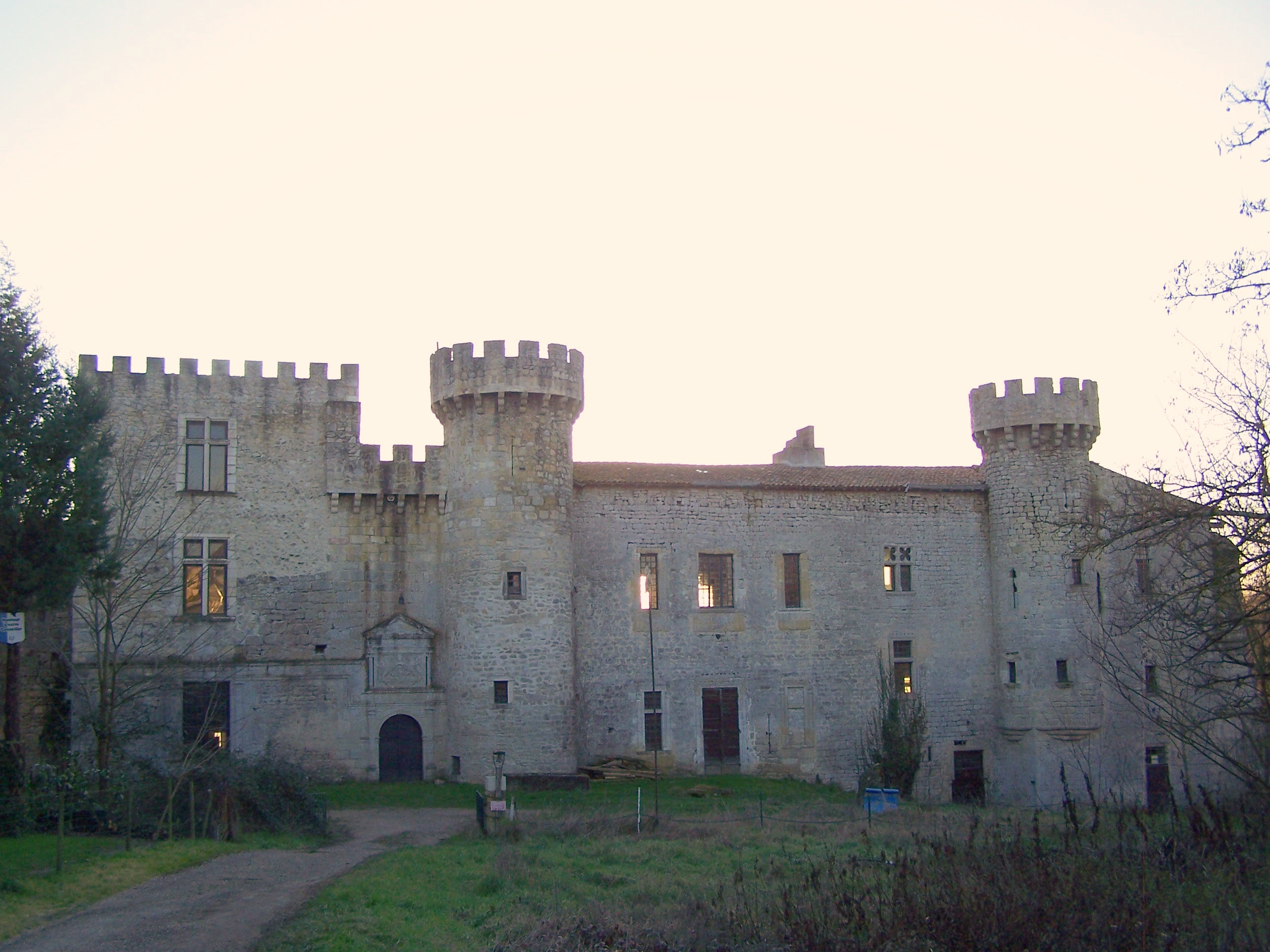
Château de Guilleragues

1. ↑  Populations de référence 2022.